# Глабушовце
Глабушовце (слч. Glabušovce) насељено је мјесто са административним статусом сеоске општине (слч. obec) у округу Вељки Кртиш, у Банскобистричком крају, Словачка Република.

## Становништво
| Година:    | 1994. | 2004.   | 2014.   | 2024.  |
| ---------- | ----- | ------- | ------- | ------ |
| Број људи: | 126   | 115     | 125     | 121    |
| Разлика:   |       | -8,73 % | +8,69 % | -3,2 % |

| Година:    | 2023. | 2024.   |
| ---------- | ----- | ------- |
| Број људи: | 117   | 121     |
| Разлика:   |       | +3,41 % |

Према подацима о броју становника из 2011. године насеље је имало 116 становника.